# Adônis (rio)
Adônis é um rio da Fenícia, situado ao sul da cidade de Biblos. Suas águas quando carregavam areia vermelha, eram consideradas como o sangue de Adônis. Seu nome moderno é Nahr Ibrahim.